# П-822 «Юнак»
| П-821 «Юнак»               | П-821 «Юнак»                                | П-821 «Юнак»                                |
| -------------------------- | ------------------------------------------- | ------------------------------------------- |
| Јунак / Junak              |                                             |                                             |
|                            |                                             |                                             |
|                            |                                             |                                             |
| Під прапором               | Югославія                                   | Югославія                                   |
| Спуск на воду              | 1969 рік                                    | 1969 рік                                    |
| Проєкт                     |                                             |                                             |
| Основні характеристики     |                                             |                                             |
| Швидкість (надводна)       | 16 вузлів (дизель)                          | 16 вузлів (дизель)                          |
| Швидкість (підводна)       | 10 вузлів (електродвигун)                   | 10 вузлів (електродвигун)                   |
| Автономність плавання      | 9700 миль (на 9 вузлах)                     | 9700 миль (на 9 вузлах)                     |
| Екіпаж                     | 55 чоловік                                  | 55 чоловік                                  |
| Розміри                    |                                             |                                             |
| Довжина найбільша (по КВЛ) | 64 м                                        | 64 м                                        |
| Ширина корпусу найб.       | 7,2 м                                       | 7,2 м                                       |
| Середня осадка (по КВЛ)    | 5 м                                         | 5 м                                         |
| Водотоннажність надводна   | 1170 т                                      | 1170 т                                      |
| Озброєння                  |                                             |                                             |
| Торпедно- мінне озброєння  | 6 x 533-мм ТА 20 мін або 10 запасних торпед | 6 x 533-мм ТА 20 мін або 10 запасних торпед |

П-821 «Юнак» (серб. П-822 «Јунак», хорв. P-822 Junak) — підводний човен ВМС Югославії типу «Херой».

## Історія
П-822 «Юнак» був побудований на підприємстві «Бродоградилиште специjаљних обjеката» в Спліті в 1969 році. Підводний човен ніс службу у складі ВМС Югославії. 
Після розпаду СФРЮ був переведений до Чорногорії, де ніс службу у складі ВМС Сербії і Чорногорії. 
В 1997 році був виключений з флоту і проданий на злам.